# Remigi Blättler (Politiker, 1871)
Remigi Blättler (voller Name: Anton Remigi Blättler; Rufname Kernen-Migi) (* 27. Januar 1871 in Hergiswil NW; † 20. Mai 1938 ebenda) war ein Schweizer Politiker. Von 1914 bis 1934 gehörte er als Vertreter der Liberalen dem Regierungsrat des Kantons Nidwalden an.

## Leben
Remigi Blättler wurde als Sohn des Ziegelbrennereibesitzers und Ratsherren Remigi Blättler und der Margaretha Bucher in seinem Heimatort Hergiswil NW geboren. Er besuchte dort auch die Schule. Er arbeitete nach Beendigung der Schule als Landwirt (Schafzüchter) und Holzhändler. Als sein Vater 1889 starb, musste er als ältester Sohn zudem die Leitung der Ziegelbrennerei übernehmen. Diese wandelte Blättler später in eine Kalkfabrik um. Als er verstärkt in die Politik einstieg, gab er die Leitung der Kalkfabrik 1907 auf. Zwischen 1890 und 1907 war Remigi Blättler Gemeindeschreiber von Hergiswil NW.
Bereits im Jahr 1900 wurde er Genossenrat (der Korporation Hergiswil). Mehrere Jahre war Blättler dessen Präsident. Im Jahr 1907 wurde er ins Amt des Gemeinderats gewählt, in dem er bis 1935 für die Wasserversorgung zuständig war. Ab 1910 bis zu seiner Wahl in den Regierungsrat 1914 war Remigi Blättler Gemeindepräsident von Hergiswil NW.
Als liberaler Ratsherr im Landrat war er nur kurze Zeit (1913/1914), da er an der Landsgemeinde 1914 in den Regierungsrat gewählt wurde. In der Nidwaldner Regierung blieb er zwanzig Jahre lang. Erst im Amt als Landwirtschaftsdirektor und ab 1919 als Militärdirektor. Im Militär brachte er es bis zum Rang eines Feldweibels. An der Landsgemeinde 1934 war er einer von neun Regierungsräten, die den Bannalpern Platz machen musste.
Remigi Blättler heiratete am 2. September 1893 in Hergiswil NW (Josefa) Katharina Blättler. Aus dieser Ehe stammen sechs Kinder (fünf Söhne und eine Tochter). Zwei der Söhne starben jung. Sein ältester Sohn Eduard war Posthalter und Gemeindepräsident in Hergiswil NW, sein vierter Sohn Remigi Regierungsrat des Kantons Nidwalden. Seine Liebe zur Schafhaltung machte Blättler zum  Mitbegründer der Schweizerischen Schafzuchtgenossenschaft und Vorstandsmitglied des Schweizerischen Bauernverbandes.

## Quelle
- Neues Stammbuch. Band XII, Blättler Hergiswil I (Gesandten), 22 (5) (Seite 37).